# Tahmina Rajabova
Tahmina Rajabova (en tayiko: Раҷабова Таҳмина Пулодҷоновна, nacida el 29 de junio de 1982, Dusambé, RSS de Tayikistán) es una actriz, periodista y locutora tayika. Ha sido galardonada con premios como el de "Periodista del año" en 2013, el de "Contribución destacada a la cultura y el arte de Tayikistán" en 2013 y el "Premio del Comité de Radio y Televisión de Tayikistán" en 2017, entre otros.

## Biografía
Tahmina Rajabova nació el 29 de junio de 1982 en Dusambé, RSS de Tayikistán. El padre de Tahmina era economista y su madre era médico. Desde 1989 estudió en una escuela de música que llevaba el nombre de Malika Sobirova hasta el tercer grado. Como su padre se trasladó a Moscú debido a su trabajo, su familia abandonó el país. Tahmina fue a una escuela rusa y estudió allí durante dos años.
Cuando regresó a Tayikistán, Tahmina se graduó en la escuela secundaria de Dushanbe y solicitó el ingreso en la facultad de Derecho del Instituto de Relaciones Internacionales y Regionales de Moscú, en Dushanbe. Se casó después de terminar su primer año en la universidad; por esta razón, no pudo continuar sus estudios y tuvo que abandonarlos. Al cabo de un tiempo, volvió a ingresar en el Instituto de Derecho e Impuestos de Tayikistán y se graduó con éxito en 2006.

### Familia
Bajo la influencia de sus padres, Tahmina se casó con su primo cuando tenía 18 años, pero se divorciaron al cabo de tres años. Tiene un hijo, Muhammadjovid. Más tarde, Tamina se casó de nuevo y ahora tiene una familia feliz.

## Carrera

### Televisión
Tahmina Rajabova comenzó su carrera como asistente de un abogado en "Safina" (televisión nacional) en 2006; al cabo de un mes, Nasiba Gulamova (locutora y, más tarde, profesora de Tahmina) se fijó en ella. Al tener un rostro televisivo y un buen ruso, Nasiba Gulamova le ofreció ser locutora de noticias, y Tahmina aceptó la oferta. Los directores de cine se fijaron en ella en la televisión y, al ver su inconfundible belleza, le ofrecieron protagonizar películas.

## Cine
Tahmina debutó en su carrera cinematográfica protagonizando el papel de asistente del investigador en «I want to live», dirigida por Unus Usupov, y después en «The last hope», dirigida por Said Kadiri. Tahmina interpretó el segundo papel en esta película y superó una seria prueba en el campo del cine. Posteriormente, fue invitada al estudio cinematográfico de «Tajikfilm» para interpretar el papel principal en «Difficult cross» de Saidjon Kadiri.  
"La última esperanza" fue premiada en el Festival de Cine "Didar" y algunos directores de cine extranjeros se mostraron interesados en cooperar con Tahmina. Uno de ellos fue el director de cine búlgaro de origen afgano - Asad Sikandar. Así, fue invitada a interpretar el papel principal en Madrasa (ahora «Refugee») en colaboración con actores de Bollywood en Afganistán. El papel de Tahmina era el de la madre de familia.
En 2011 Tahmina fue invitada a interpretar un papel de tercera esposa en “A man’s desire for the fifth wife” del director de cine canadiense-afgano - Siddiq Obidi que se rodó en las provincias de Farob y Balkh de Afganistán. Tahmina interpretó con éxito el papel de la tercera esposa y fue premiada con el título de «Mejor actriz» en el Festival Internacional de Cine de la India.

## Actividad humanitaria
La Federación Internacional de Sociedades de la Media Luna Roja en Tayikistán puso en marcha un proyecto mensual para atraer la atención de la sociedad hacia las actividades humanitarias de la federación. Tahmina Rajabova fue elegida embajadora de este proyecto. Tahmina dice: "Fue un placer dar a los huérfanos todo lo que necesitan para vivir. Ya visité orfanatos antes y ahora muchos niños me conocen y me llaman "apajon" (hermana querida).

## Filmografía
Tahmina Rajabova ha protagonizado 20 películas: 
|    | Nombre                          | Año  | Director               | Papel          | País       |
| 1  | I want to live                  | 2007 | Unus Usupov            |                | Tayikistán |
| 2  | A day of Spring                 | 2008 | Muzzaffar Rahmatov     | Tahmina        | Tayikistán |
| 3  | The last hope                   | 2008 | Saidjon Kadiri         | Gulandom       | Tayikistán |
| 4  | Appearance                      | 2008 | Umedjon Bobomurodov    | Mahina         | Tayikistán |
| 5  | Madrasa                         | 2008 | Asad Sikandar          | Rohila         | Afganistán |
| 6  | An imaginary lamb               | 2009 | Abdulhay Zokirov       | doctora        | Tayikistán |
| 7  | Difficult cross                 | 2010 | Saidjon Kadiri         | Nigina         | Tayikistán |
| 8  | Abase me senseless (parts 5-6)  | 2010 | Shuhrat Kurbanov       |                | Tayikistán |
| 9  | Bloody night                    | 2011 | Daler Bekov            |                | Tayikistán |
| 10 | Coast                           | 2011 | Rajabali Pirov         |                | Tayikistán |
| 11 | Following story                 | 2011 | Rustam Rasulov         | Malika         | Tayikistán |
| 12 | A Man's Desire for a Fifth Wife | 2012 | Siddiq Oboddi          | Tercera esposa | Afganistán |
| 13 | Revenge                         | 2012 | Ruslan Mirzoev         | Zamira         | Tayikistán |
| 14 | Journalist                      | 2012 | A’zam Roziq            | Nigora         | Tayikistán |
| 15 | Agreement                       | 2013 | Muhiddin Muzaffar      | Malika         | Tayikistán |
| 16 | Sleeping secrets                | 2013 | Saidjon Kadiri         |                | Tayikistán |
| 17 | 12 years of waiting             | 2014 | Muhiddin Muzaffar      | Farishta       | Tayikistán |
| 18 | Bad character                   | 2014 | Aslam Yodgorov         | Parvina        | Tayikistán |
| 19 | Investigator                    | 2015 | Muhammadrabbi Ismoilov | Nigora         | Tayikistán |
| 20 | good deed (cortometraje)        | 2016 | Muhammadrabbi Ismoilov |                | Tayikistán |
| 21 | Star changes the colour         | 2018 | Muhiddin Muzaffar      | Sayora         | Tayikistán |
| 22 | Edelways                        | 2018 | Ne’matullo Abdulloev   | Erica          | Tayikistán |

## Premios cinematográficos
En el Festival Internacional de Cine de la India (IFFI), Tahmina Rajabova fue galardonada por su papel en la película «A man’s desire for the fifth wife».